# Univerzita Palackého v Olomouci
Univerzita Palackého v Olomouci (latinsky: Universitas Palackiana Olomucensis) byla založena v roce 1573, takže je po Univerzitě Karlově druhou nejstarší univerzitou v českých zemích, na Moravě pak nejstarší. V roce 2023 studovalo na UP téměř 23 000 studentů – jde tak o třetí největší univerzitu v České republice. V současnosti UP sestává z osmi fakult a umožňuje studium téměř 1100 kombinací studijních programů. V rámci přírodovědecké fakulty a lékařské fakulty zároveň provozuje tři mezinárodní vědecká centra. Od května 2025 je jejím rektorem Michael Kohajda. Ve své činnosti plní také tzv. „třetí roli“ ve společnosti a vzdělává nejširší veřejnost. Založila interaktivní muzeum vědy Pevnost poznání a pořádá vzdělávací a společensko-kulturní akce v Olomouci a okolním regionu. Důraz klade na mezinárodní rozvoj a internacionalizaci. Pravidelně se umisťuje mezi třemi nejlepšími českými VŠ ve světovém kontextu. V roce 2019 jí byla udělena Evropská cena za internacionalizaci od evropské asociace pro mezinárodní vzdělávání EIAE.

## Historie

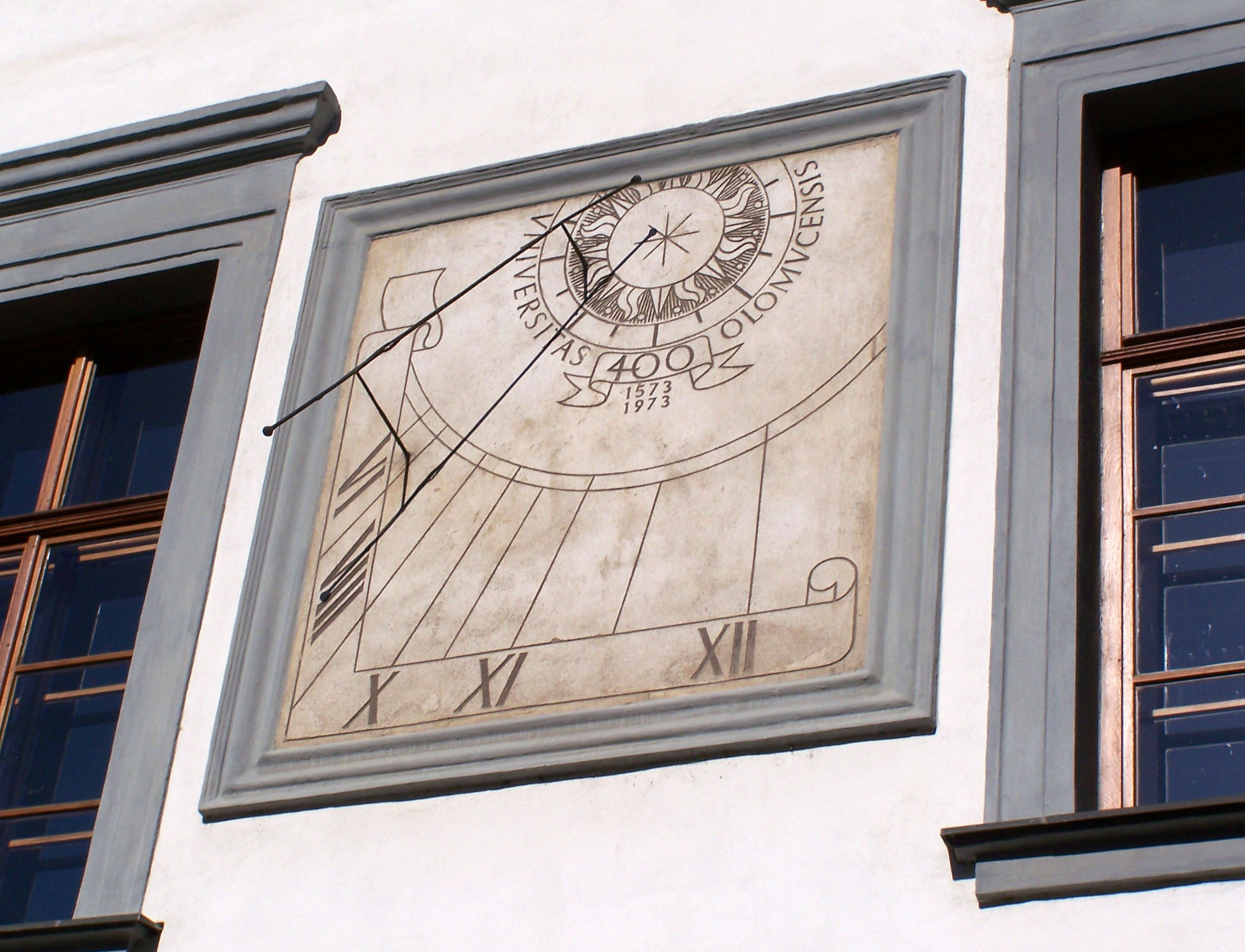
Sluneční hodiny k oslavě 400 let olomoucké univerzity (1573–1973) na budově Rektorátu UP

Vznikla 22. prosince 1573 udělením příslušných práv dosavadní olomoucké koleji Tovaryšstva Ježíšova. Vysokoškolská výuka začala o tři roky později. V době stavovského povstání univerzita na čas zanikla, ale byla obnovena v roce 1621. V roce 1778 byla moravská univerzita na čas přestěhována do Brna, ale v roce 1782 vydal císař Josef II. dekret, kterým se univerzita přenesla zpátky do Olomouce, zároveň však byla degradována na akademické lyceum (podle dekretu měly být univerzity pouze ve Vídni, v Praze a ve Lvově). V roce 1827 bylo učení znovu povýšeno na univerzitu pojmenovanou C. k. Františkova univerzita v Olomouci. V roce 1860 císař František Josef I. dekretem univerzitu zrušil, v Olomouci zůstala kromě univerzitní knihovny pouze samostatná teologická fakulta, která se stala pojítkem mezi starou univerzitou a univerzitou dnešní, obnovenou až v roce 1946 pod názvem Univerzita Palackého. Vzhledem k takto přerušenému olomouckému univerzitnímu vývoji došlo v roce 1919 při založení univerzity v Brně k vydání zákona č. 50/1919 Sb.z.n., kterým byla Masarykova univerzita označena za druhou českou univerzitu.

### Insignie

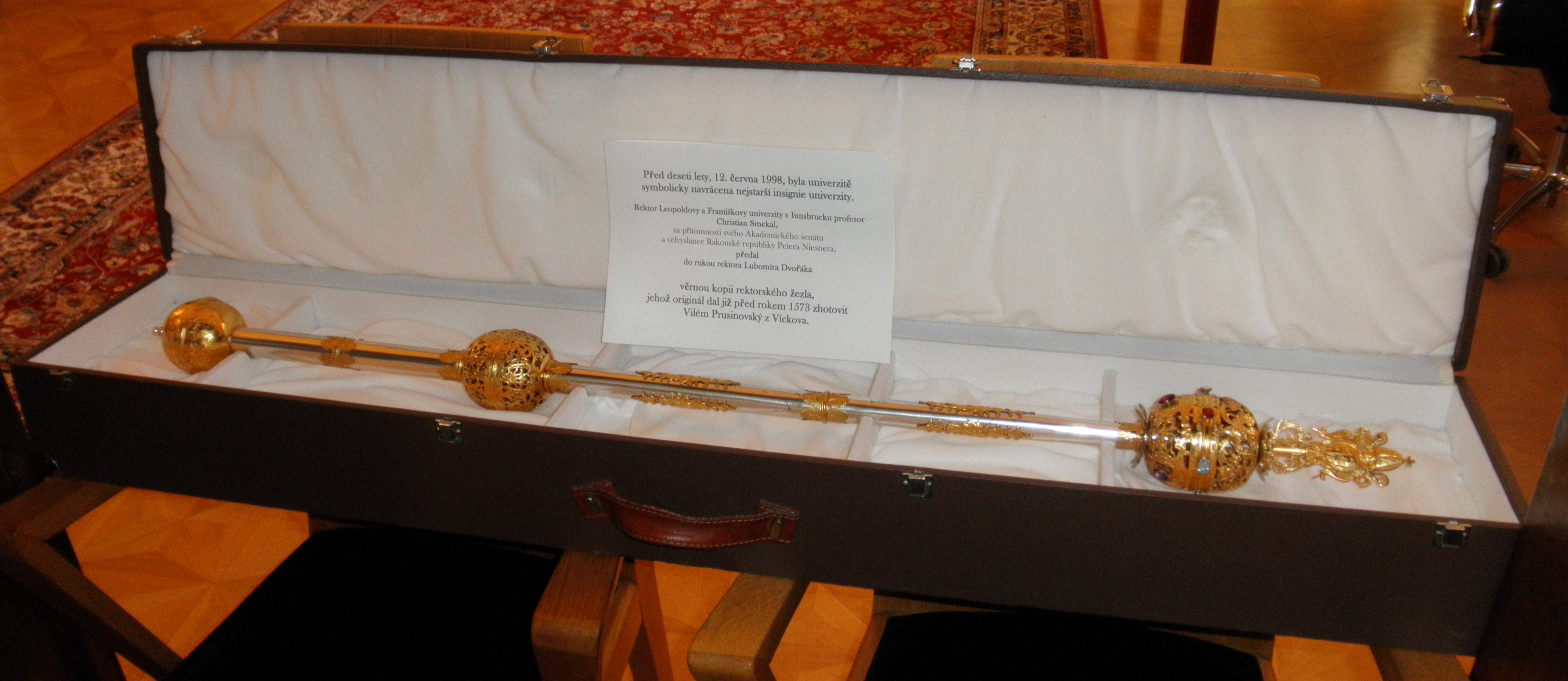
Kopie rektorského žezla olomoucké univerzity z roku 1998. Originál dal patrně v roce 1572 zhotovit Vilém Prusinovský z Víckova a v současnosti jej drží innsbrucká univerzita.

Revoluční hnutí roku 1848 nalezlo na olomoucké univerzitě živnou půdu. V březnu byla vytvořena ozbrojená Akademická legie o celkem 382 mužích (první rota se skládala ze studentů práva pod velením studenta Appela, druhá ze studentů filosofie a medicíny pod vedením studenta Arnošta Förchtgotta). Část legionářů pak podpořila akce revolučního studentstva ve Vídni. Profesoři (např. Ignác Jan Hanuš, Jan Helcelet, Andreas Ludwig Jeitteles) a studenti se účastnili činnosti politických spolků, podnítili vznik německých i českých novin. Pro své aktivity v roce 1848 univerzita upadla v nemilost a poté, co habsburský režim nabyl zpět sebevědomí, byla od roku 1851 postupně likvidována.
Univerzita jako celek byla oficiálně zrušena dekretem v roce 1860 (dekret přečkaly fakulta teologie a, do roku 1875, lékařsko-chirurgické studium). Univerzitní regálie následně získala Univerzita Innsbruck. Konkrétně se jedná o:
- akademický řetěz olomouckého rektora zhotovený někdy mezi roky 1566–1573, který nyní slouží jako řetěz rektora innsbrucké univerzity medicíny,
- akademické žezlo olomouckého rektora zhotovené patrně v roce 1572, které nyní slouží jako žezlo děkana innsbrucké fakulty teologie,
- akademické žezlo děkana olomoucké filosofické fakulty zhotovené patrně v roce 1588, které nyní slouží jako žezlo rektora innsbrucké univerzity medicíny, a
- akademické žezlo děkana olomoucké právnické fakulty zhotovené v roce 1833, které nyní slouží jako žezlo děkana innsbrucké fakulty práv.

Snahy o navrácení olomouckých regálií, které započaly již po vzniku Československa v roce 1918, byly doposud marné. Jediným výsledkem bylo obdržení kopie rektorského žezla, kterou Univerzita Innsbruck darovala Univerzitě Palackého v roce 1998. Při obnovení univerzity v roce 1947 tak musely být zhotoveny nové regálie. Autorem novodobého znaku UP je akademický malíř, pedagog UP a olomoucký patriot Aljo Beran.

### Vývoj názvu olomoucké univerzity

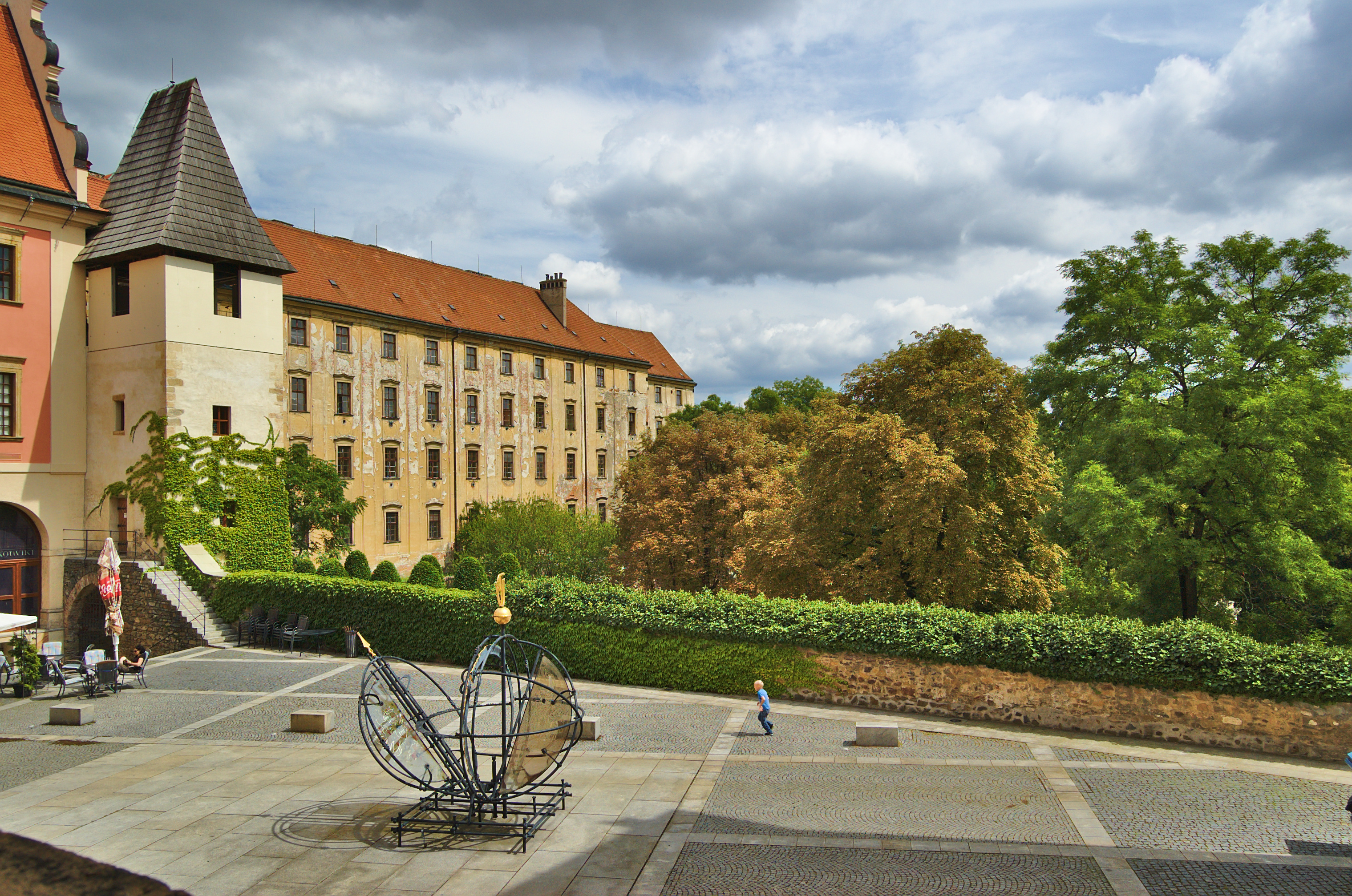
Židovská branka – součást opevnění přiléhajícího k jezuitskému konviktu

zřejmě nebyl ještě plně ustálen. Podle historických dokladů a zejména pečetí univerzity lze stanovit zhruba tento vývoj:

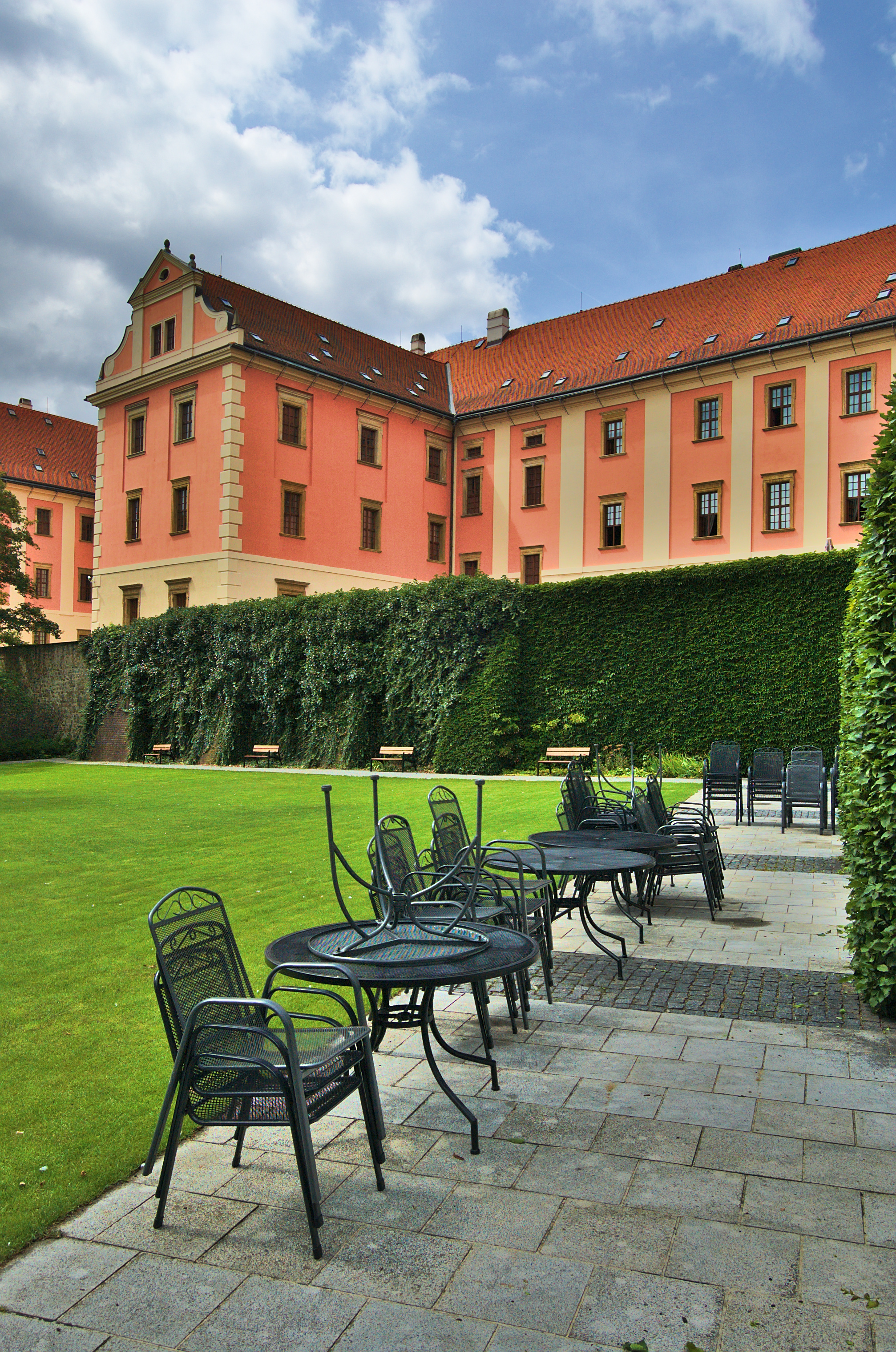
Historická budova Univerzity Palackého, tzv. jezuitský konvikt, dnes sídlo Uměleckého centra UP

- jezuitská akademie a univerzita (1573–1762):
  - Olomoucká akademie biskupská koleje Tovaryšstva Ježíšova (Alma Olomucensis academia collegii episcopalis Societatis Jesu) - v počátcích bylo olomoucké vysoké učení označováno jako akademie.
  - Císařsko-královská a biskupská univerzita Tovaryšstva Ježíšova v Olomouci (Alma caesarea regia ac episcopalis universitas Societatis Jesu Olomucensis) – označení univerzita se objevuje poprvé v roce 1635 v souvislosti s vydělením fakult filosofické a teologické, k němuž došlo roku 1630.
- státní a biskupská univerzita (1762–1782):
  - 1762–1777: Císařsko-královská a biskupská univerzita v Olomouci – roku 1762 bylo zakázáno používat přívlastku „Tovaryšstva Ježíšova“, ale byl používán i starý název, a to až do zrušení jezuitského řádu roku 1773.
  - 1777–1778: Císařsko-královská a arcibiskupská univerzita v Olomouci
  - 1778–1782: Císařsko-královská a arcibiskupská univerzita v Brně
- olomoucké lyceum (1782–1827):
  - Císařsko-královské lyceum v Olomouci
- Františkova univerzita (1827–1860):
  - Císařsko-královská Františkova univerzita v Olomouci (Caesareo-regia universitas Franciscea Olomucensis, K. K. Franzens-Universität in Olmütz)
- samostatná teologická fakulta (1860–1946):
  - 1860–1919: Císařsko-královská teologická fakulta v Olomouci – jakožto samostatná vysoká škola s právem promočním
  - 1919–1946: Cyrilometodějská bohoslovecká fakulta v Olomouci – jakožto samostatná vysoká škola s právem promočním
- Univerzita Palackého (od roku 1946): podle zákona o obnovení univerzity šlo o „Univerzitu Palackého“,[3] později se však začíná objevovat dodatek „v Olomouci“,[8][9][10] který je součástí názvu i dnes.[11][12]

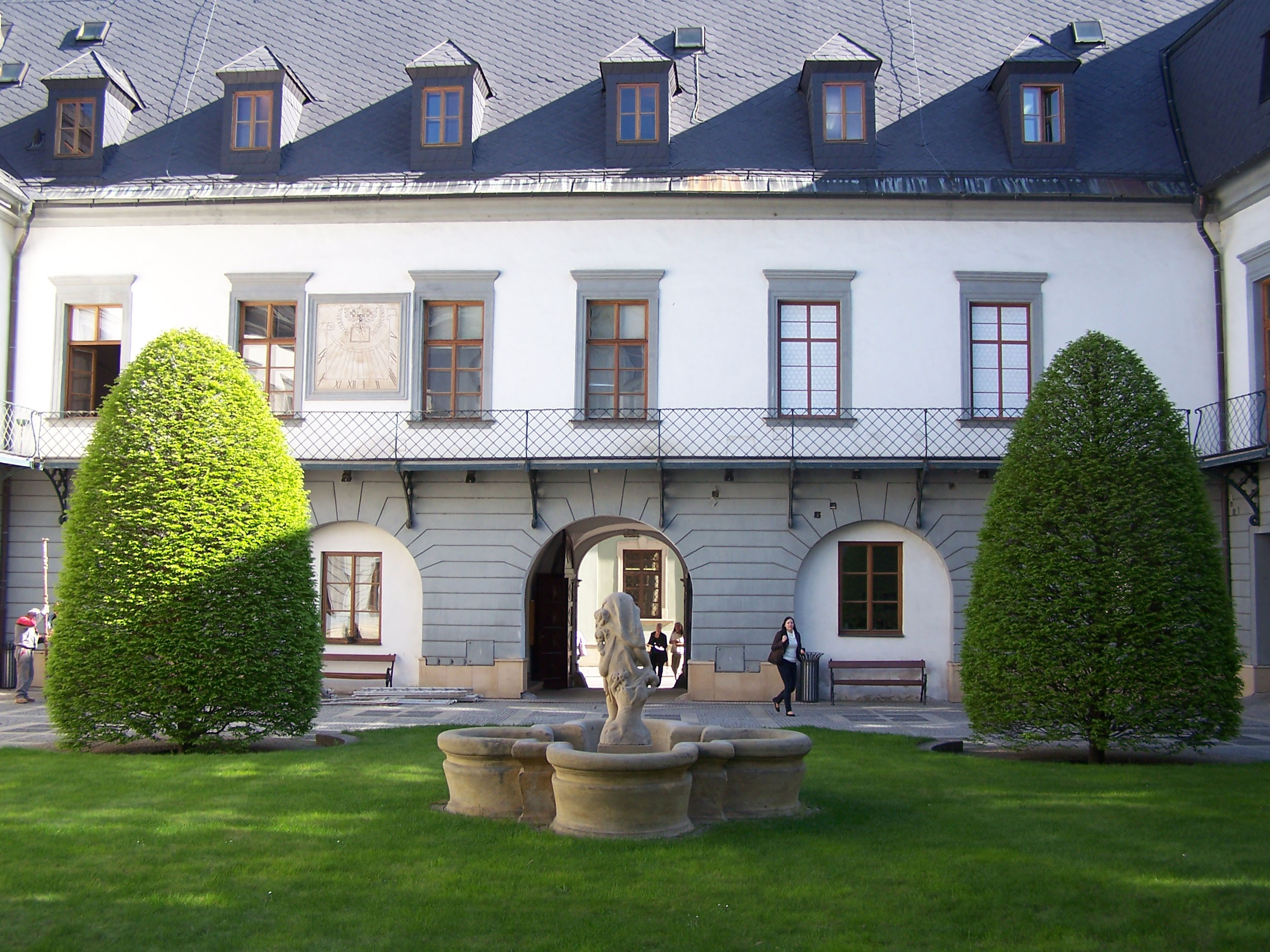
Nádvoří paláce kapitulního probošta, dnes sídlo rektorátu a Filozofické fakulty UP
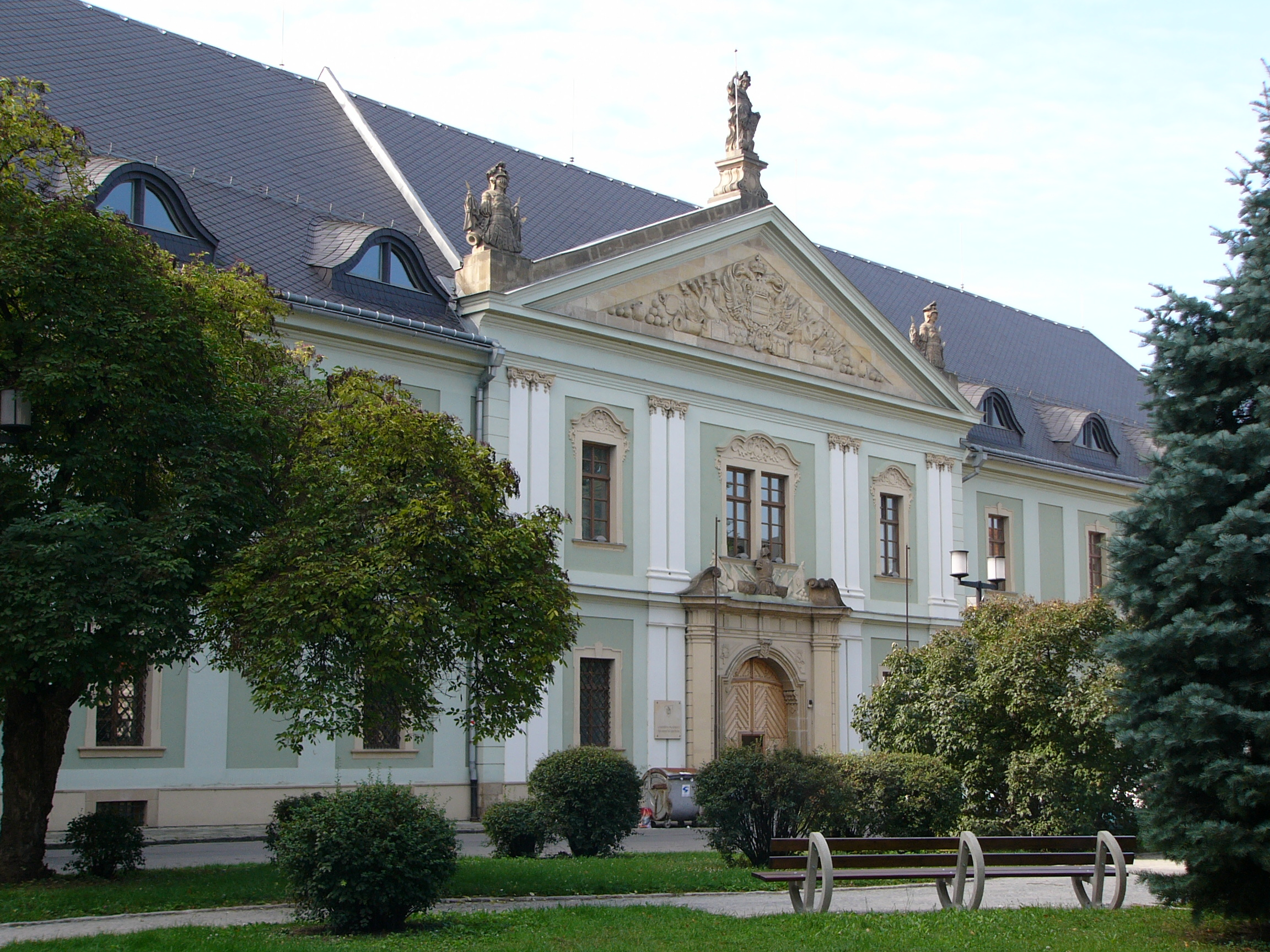
Tereziánská zbrojnice. Průčelní fasáda je z let 1771–1778. Na štítu je znak Svaté říše římské národa německého.
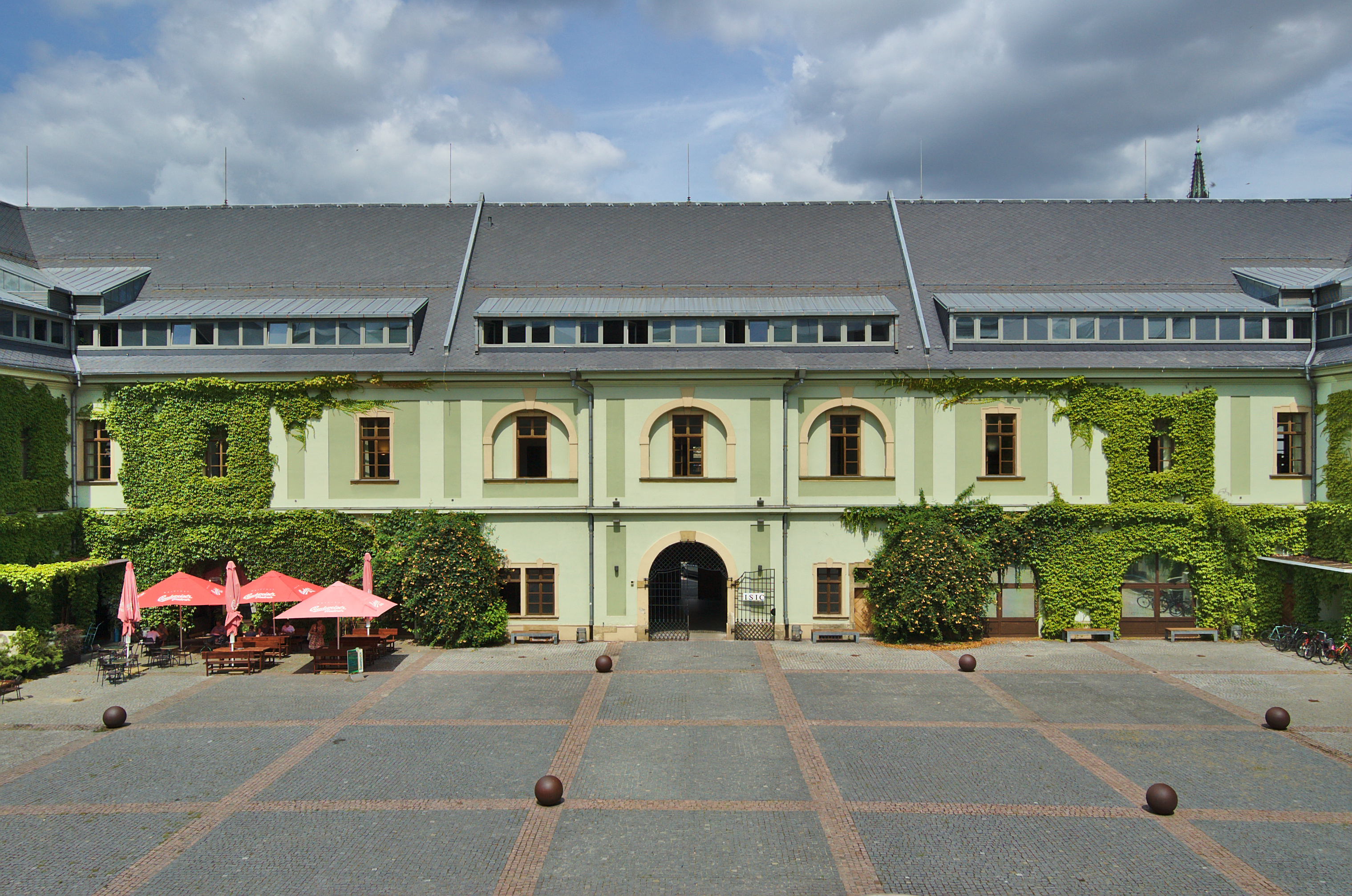
Nádvoří Zbrojnice
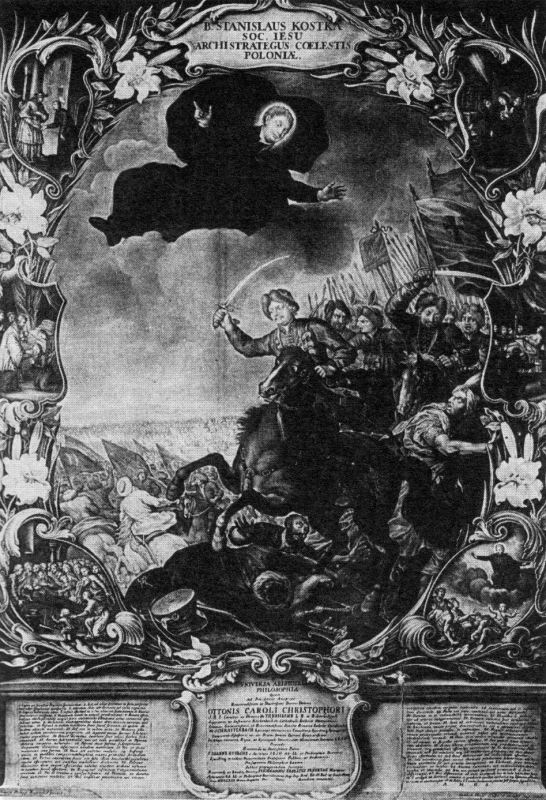
Olomoucká univerzitní teze z roku 1713

## Fakulty a ústav

### Cyrilometodějská teologická fakulta

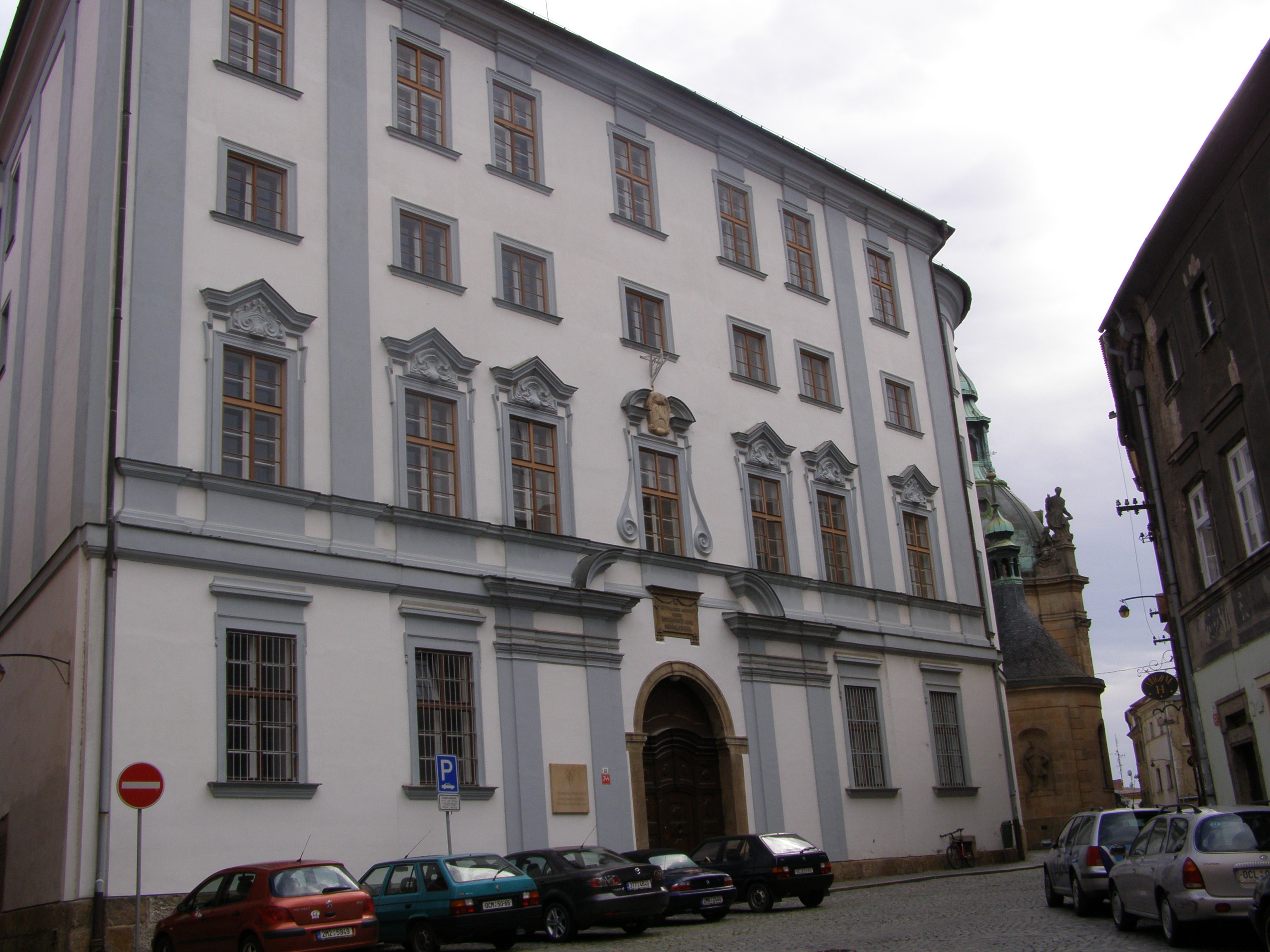
Budova Cyrilometodějské teologické fakulty UP z roku 1675, přestavěná do současné podoby v roce 1718. Původně šlo o budovu Semináře sv. Františka Xaverského pro nemajetné studenty.

Cyrilometodějská teologická fakulta je nejstarší fakultou univerzity – bohoslovecká studia probíhala již při povýšení Jezuitské koleje na univerzitu v roce 1573. Když byla mezi lety 1782–1827 univerzita degradována na lyceum, zachovala si tato fakulta vysokoškolský status, který jí zůstal i po uzavření ostatních fakult a zrušení univerzity v roce 1860 (většina profesorů fakulty se distancovala od revoluce roku 1848). V roce 1919 změnila jméno na Cyrilometodějskou bohosloveckou fakultu. V letech 1939–1945 byla uzavřena nacisty, v roce 1946 se stala součástí obnovené univerzity. V roce 1950 byla zrušena komunisty, nakrátko byla obnovena v letech 1968–1974. Činnost obnovila v roce 1990. Kromě přípravy bohoslovců zde studují i laičtí posluchači. Ve spolupráci s Vyšší odbornou školou sociální Caritas v Olomouci nabízí také bakalářské obory charitativní a sociální práce a sociální a humanitární práce a samostatně navazující magisterské studium.

### Filozofická fakulta
Filozofická fakulta je druhou nejstarší fakultou univerzity. Vyučování na ní zahájil Angličan George Warr 3. listopadu 1576 přednáškou z logiky. Po revoluci v roce 1848 byla tato fakulta potlačena jako první v roce 1851. Obnovena byla až v roce 1946,v letech 1953–1958 však byla opět uzavřena. Dnes fakulta nabízí více než 600 kombinací širokého spektra humanitních, sociálních, lingvistických a uměnovědných oborů.

### Právnická fakulta

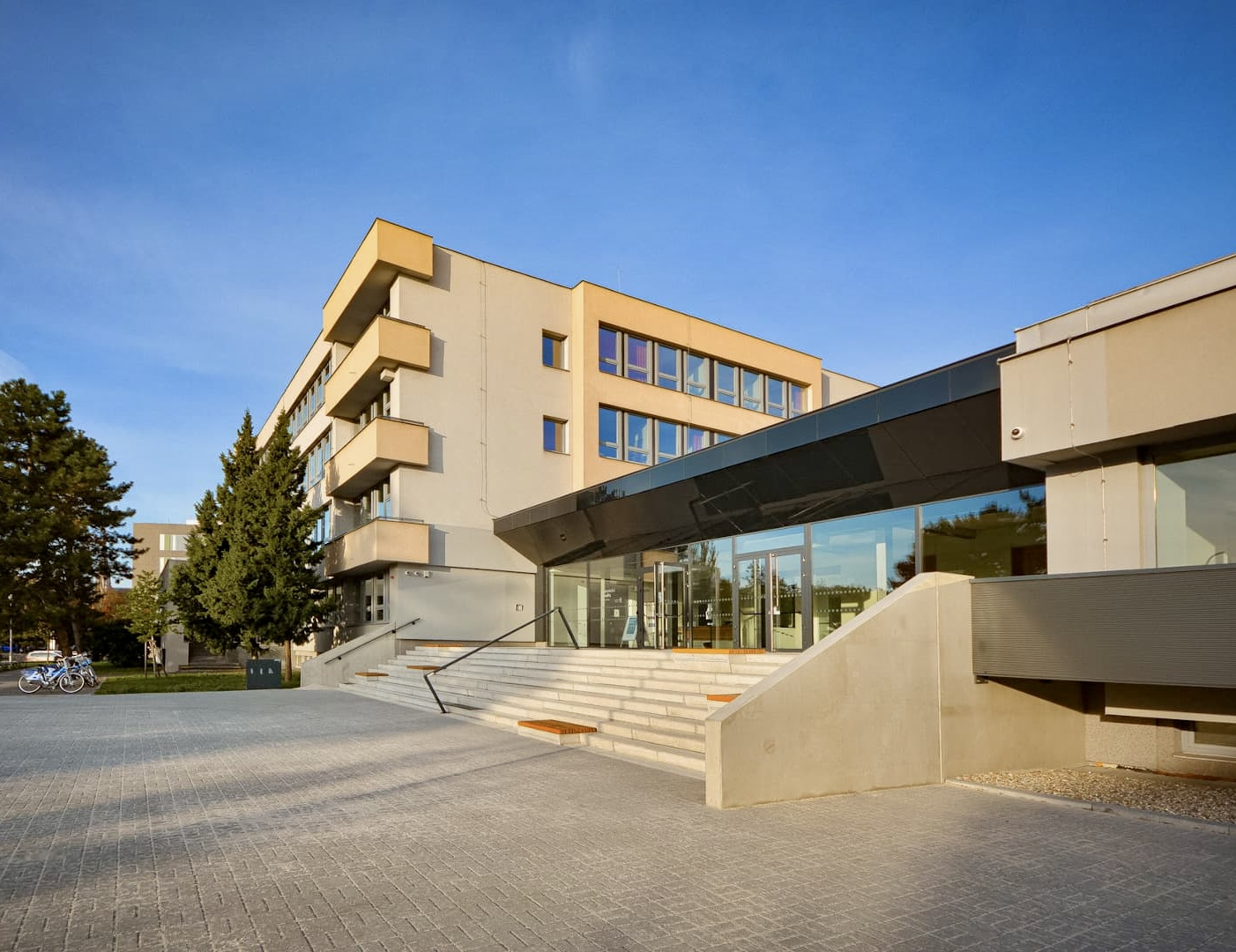
Budova Právnické fakulty UP. Před Sametovou revolucí se jednalo o okresní výbor KSČ.

Právnická fakulta je třetí nejstarší fakultou univerzity. V roce 1679 byla dekretem císaře Leopolda I. ustavena na univerzitě právnická profesura, a to k značné nelibosti univerzitu vedoucích jezuitů. V 60. letech 18. století se stala centrem osvícenství na Moravě. Profesura byla povýšena na direktorium v roce 1778 a fakultou se stala v roce 1784. Její studenti a profesoři byli nejaktivnějšími příznivci revoluce roku 1848. V roce 1855 následovalo uzavření univerzity. Zákon o obnovení univerzity v Olomouci obnovil v roce 1946 i právnickou fakultu, k jejímu faktickému znovuotevření ale došlo až po pádu komunistického režimu v roce 1991. Fakulta je také jedinou v ČR poskytující klinické vzdělávání studentům ve formě bezplatné právní pomoci veřejnosti.

### Lékařská fakulta

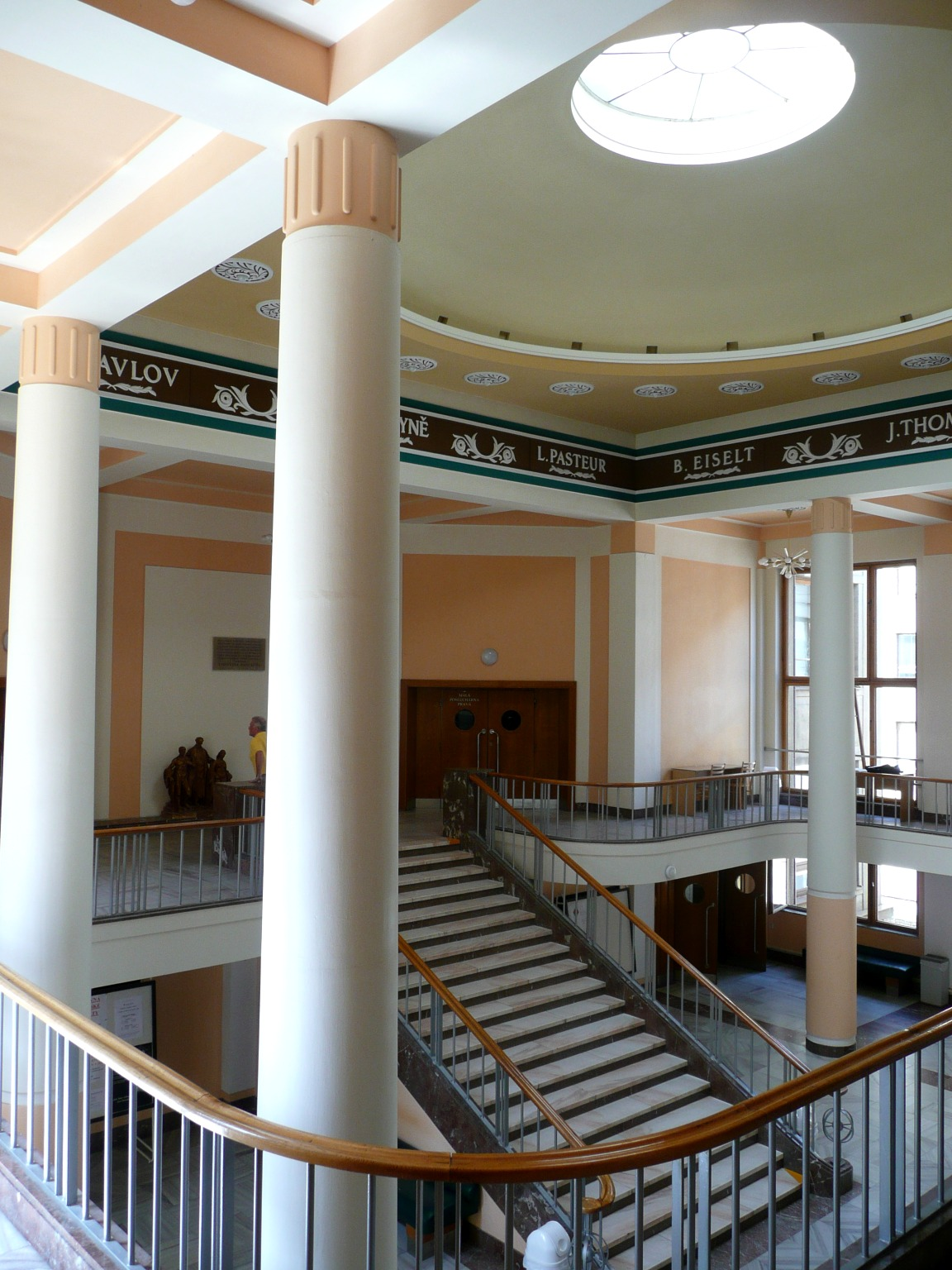
Teoretické ústavy Lékařské fakulty UP z let 1950–1961, architekti Jiří Kroha a Václav Roštlapil

Vyučování lékařství bylo zahájeno na Filosofické fakultě v roce 1753. S přestěhováním do Brna v roce 1778 vznikla při Filosofické fakultě samostatná Katedra ranhojičství a babictví, která se pak v roce 1782 stala Direktoriem ranhojičství a babictví, na kterém probíhal dvouletý lékařský kurz. Studium lékařství pokračovalo i po uzavření univerzity v roce 1860, zrušeno bylo až v roce 1873. V roce 1946 došlo k obnovení fakulty. Mezi lety 1954–1958 byla lékařská fakulta jedinou fakultou univerzity. V roce 2008 se z ní vyčlenila nová Fakulta zdravotnických věd UP.

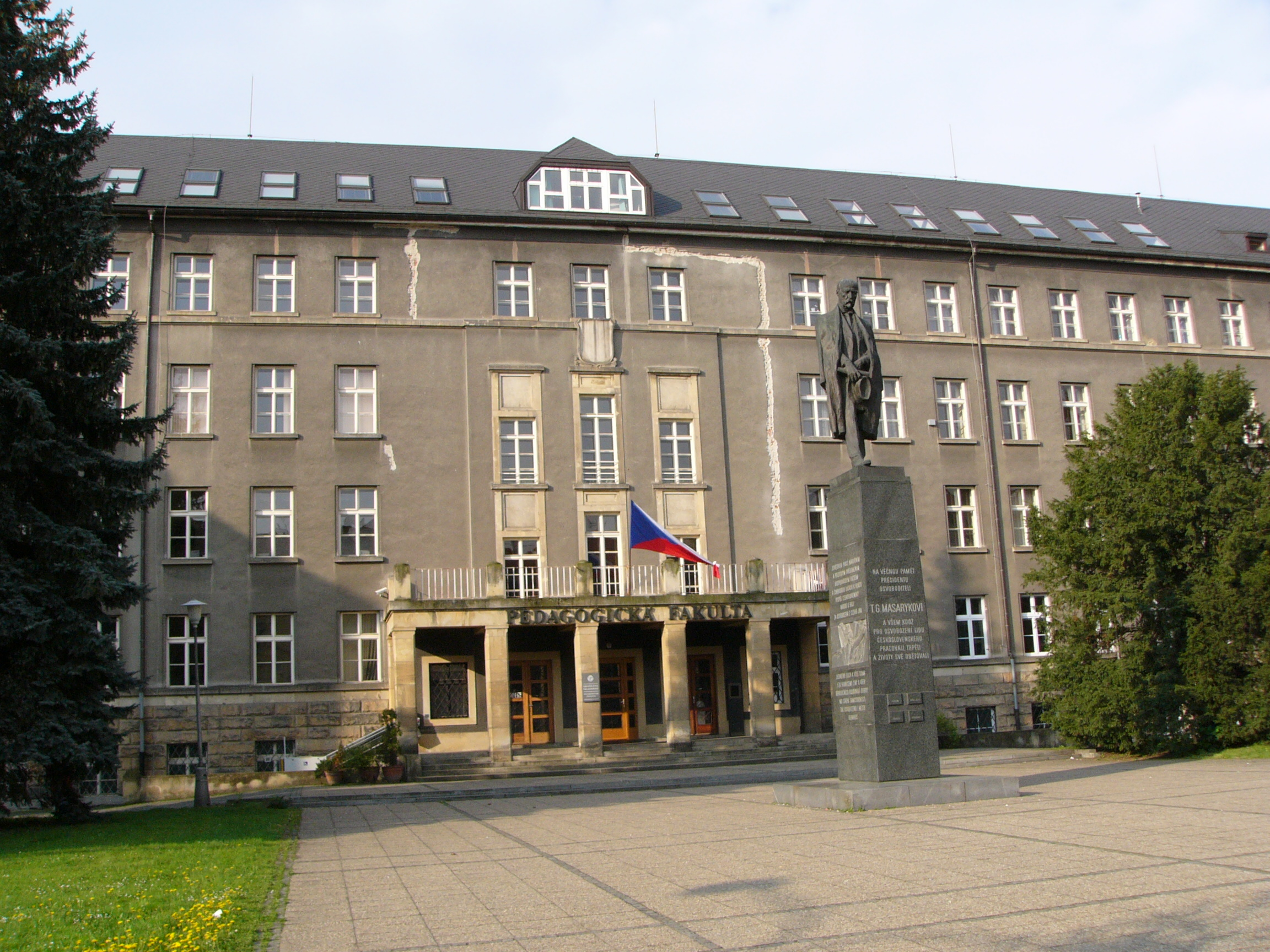
Pedagogická fakulta UP z let 1936–1938, architekt Klaudius Madlmayr

### Pedagogická fakulta
Zatímco čtyři starobylé fakulty byly ustaveny zákonem o obnovení univerzity v Olomouci, pedagogická fakulta byla založena roku 1946 zvláštním zákonem č. 100/1946 Sb. Po reformě učitelského studia roku 1953 byla přeměněna na Vysokou školu pedagogickou, přeměněnou roku 1959 na Pedagogický institut. Ten byl v letech 1963–1964 včleněn zpět do Univerzity Palackého a vznikla tak opět pedagogická fakulta. V roce 1991 se z ní vyčlenila nová Fakulta tělesné kultury UP. Současná budova od roku 1968 do dubna 1990 sloužila jako velitelství okupační sovětské armády.

### Přírodovědecká fakulta

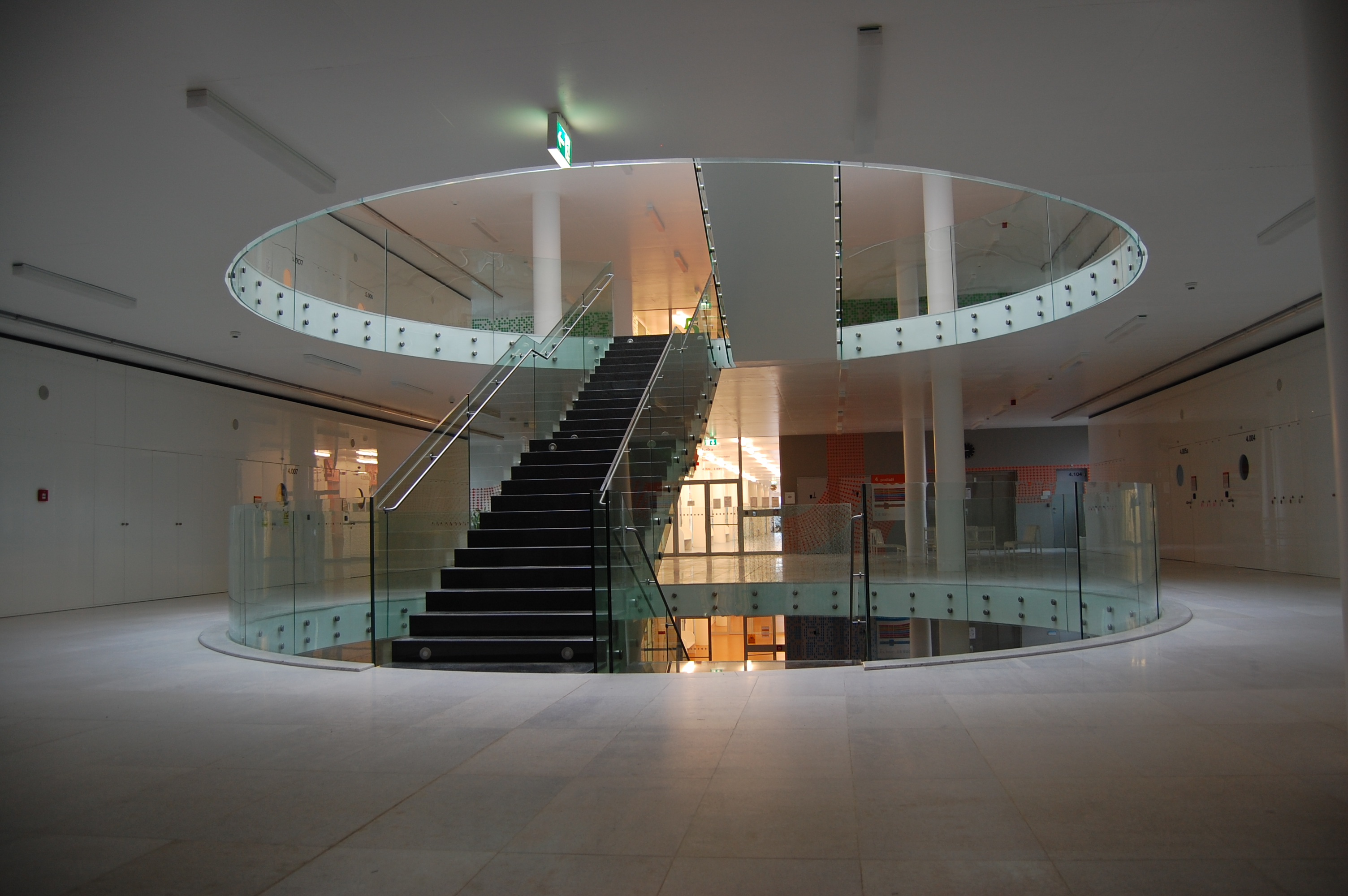
Přírodovědecká fakulta UP – schodiště ve 4. podlaží

V roce 1953 byla v Olomouci založena Vysoká škola pedagogická s Fakultou společenských věd a Fakultou přírodních věd. Ta druhá byla v roce 1958 začleněna do svazku univerzity.

### Fakulta tělesné kultury
Fakulta tělesné kultury byla založena rozhodnutím Akademického senátu UP dne 27. srpna 1990. Vznikla na základě iniciativy pracovníků Katedry tělesné výchovy Pedagogické fakulty UP. Činnost zahájila v roce 1991.

### Fakulta zdravotnických věd
Fakulta zdravotnických věd byla založena jako osmá fakulta univerzity na základě rozhodnutí akademického senátu UP 27. února 2008 osamostatněním zdravotnických nelékařských oborů od lékařské fakulty.

### Český institut výzkumu a pokročilých technologií (CATRIN)
Český institut výzkumu a pokročilých technologií (CATRIN, z anglického Czech Advanced Technology and Research Institute) vznikl rozhodnutím Akademického senátu UP dne 17. června 2020, čímž bylo završeno několikaleté úsilí o jeho vznik. Institut vznikl integrací tří již dříve založených výzkumných center: Centra regionu Haná pro biotechnologický a zemědělský výzkum (CRH), Regionálního centra pokročilých technologií a materiálů (RCPTM) a Ústavu molekulární a translační medicíny (ÚMTM).

## Univerzitní zařízení
Mezi univerzitní zařízení univerzity, běžně zvaná také „centrální jednotky“ patří:

### Pracoviště UP
- Rektorát (RUP)
- Centrum výpočetní techniky (CVT)
- Knihovna (KUP)
- Projektový servis (PS)
- Vědeckotechnický park (VTP)
- Vydavatelství (VUP)

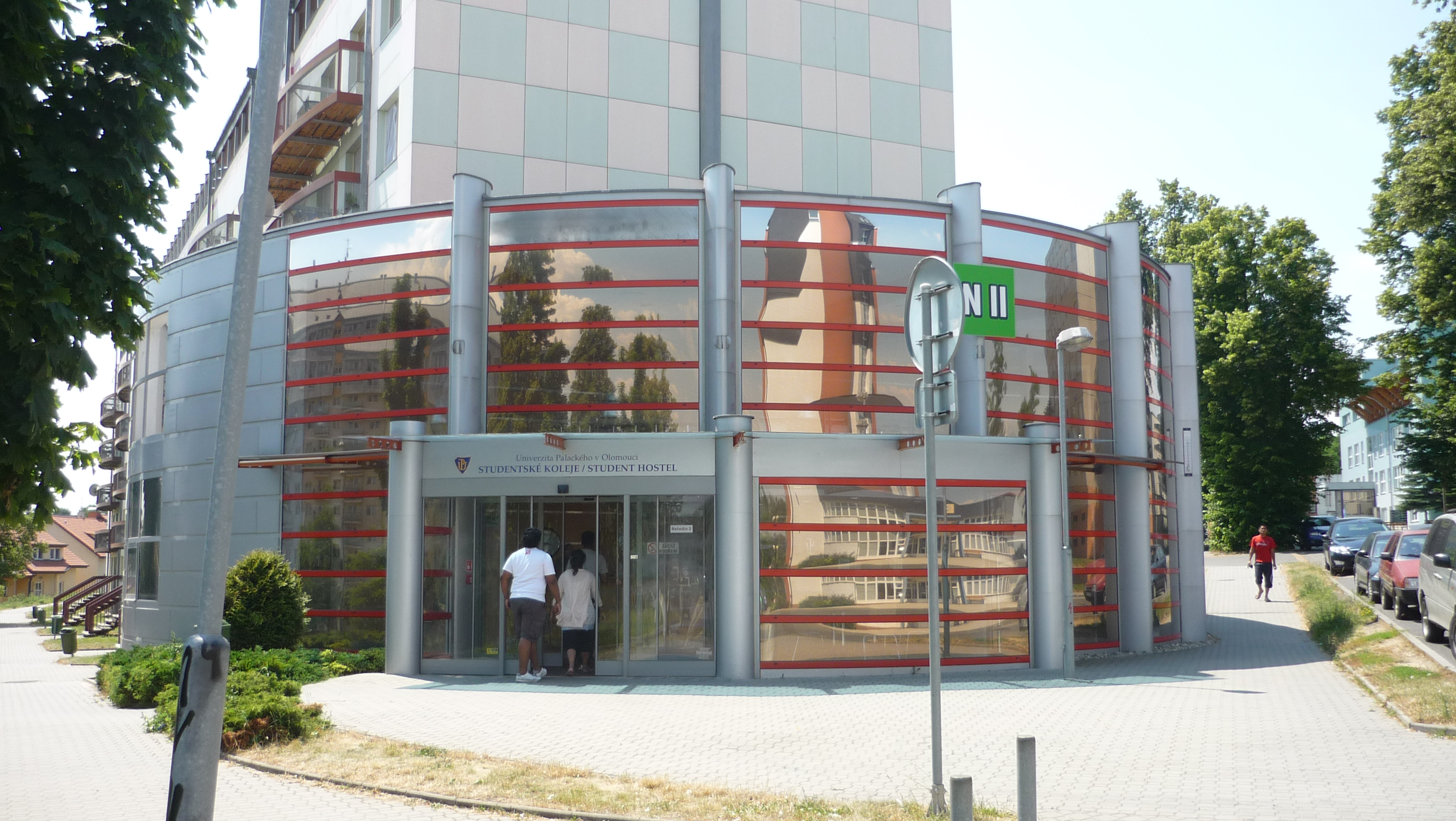
Koleje na Neředínském Kampusu Fakulty tělesné kultury UP

- Centrum podpory studentů se specifickými potřebami (CPS)
- Akademik sport centrum (ASC)
- Správa kolejí a menz (SKM)
- Umělecké centrum Univerzity Palackého v Olomouci

### Sportovní hala

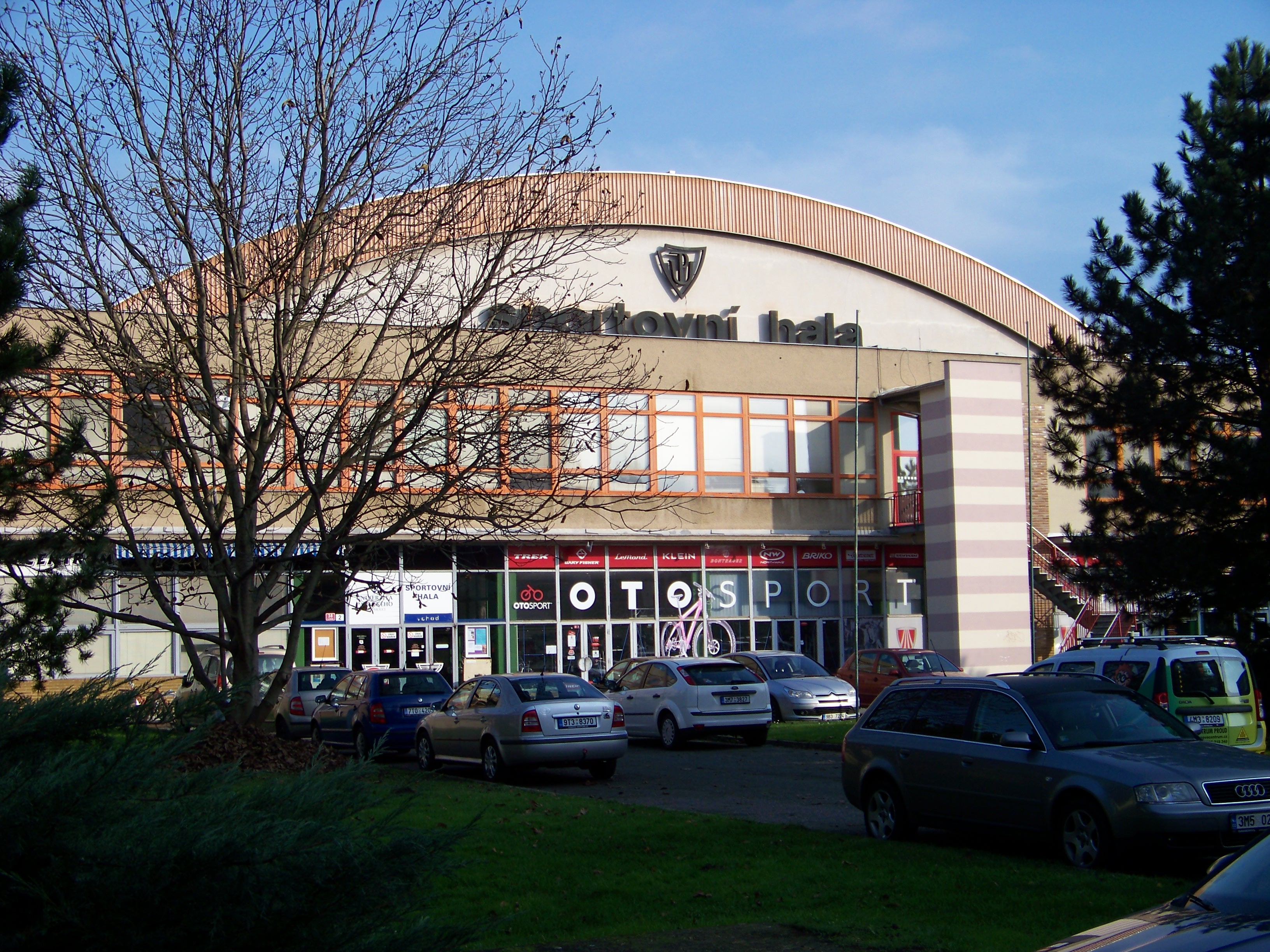
Sportovní hala

V univerzitní hale na adrese U sportovní haly 2, Olomouc-Lazce, sídlí tři sportovní celky SK UP Olomouc, SK UP-BCM Olomouc a v prostoru loděnice Akademik sport centrum UP. Jedná se o víceúčelovou halu s komplexem venkovních hřišť a loděnicí sloužící především pro odbornou výuku studentů Fakulty tělesné kultury UP, zájmovou tělesnou výuku studentů všech fakult UP, pro tréninky a mistrovská utkání oddílů Sportovního klubu UP a pro sportovní či kulturní akce.
Hala svým vybavením splňuje veškeré parametry pro vrcholový sport na mezinárodní úrovni. Hrací plocha splňuje podle certifikátu DIN (mezinárodních federací volejbalu, basketbalu a házené) požadavky pro konání olympijských her na olympijské úrovni. Uvnitř jsou k dispozici dvě samostatné hrací plochy umožňující organizaci soustředění, turnajů, organizaci mezinárodních utkání a pořádání sportovních akcí na evropské i světové úrovni. Mezi prostory haly patří:
- víceúčelové centrum
- basketbalové hřiště
- volejbalové hřiště
- baseballové hřiště
- softbalové hřiště
- fotbalové hřiště
- vodní sporty

## Studentské spolky

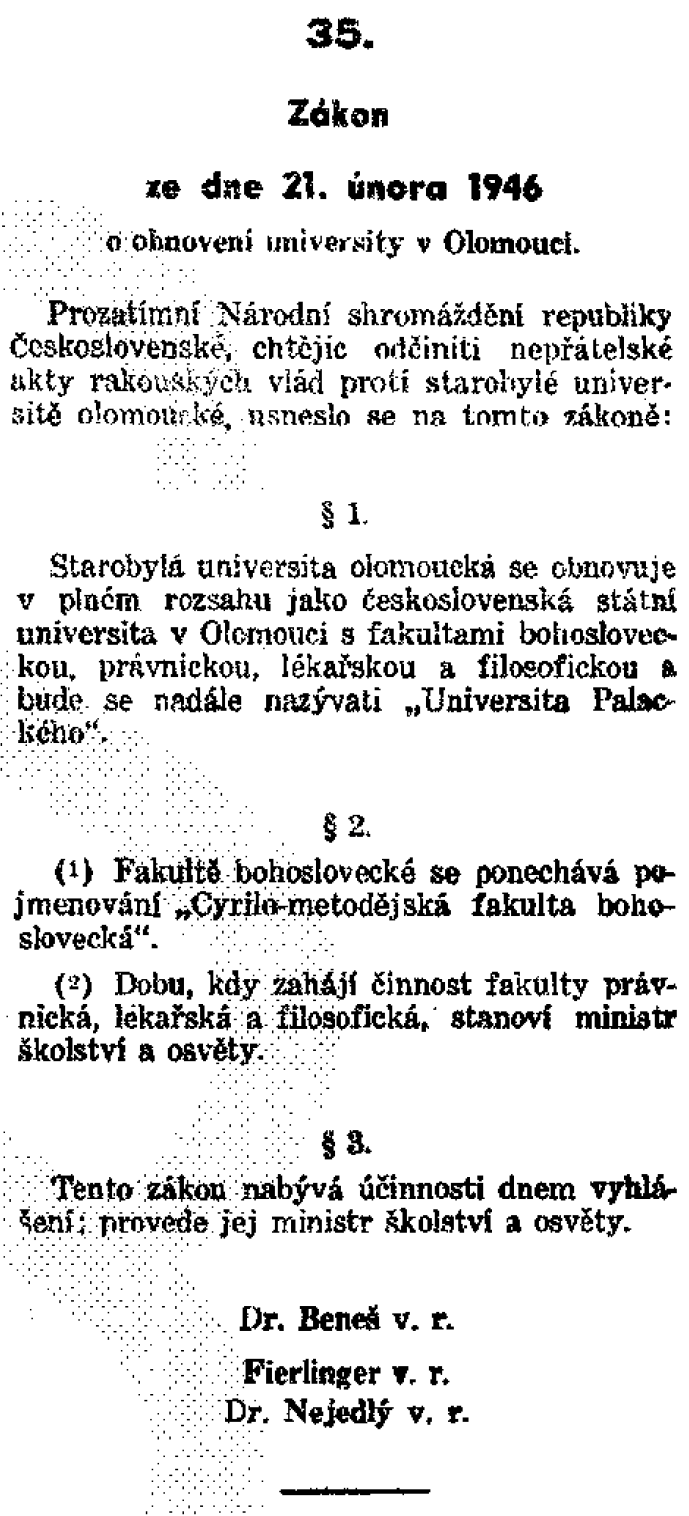
Zákon o obnovení univerzity v Olomouci

Prvním spolkem olomouckých studentů byla patrně Mariánská sodalita (bratrstvo po vzoru spolku ustaveného v roce 1563 na Collegiu Romanu) nazvaná Regina Angelorum, činná v letech 1625–1778.
Na univerzitě působí či působily různé studentské spolky, jako například ESN UP Olomouc (sekce Erasmus Student Network), AIESEC Olomouc, Asociace studentů speciální pedagogiky, Ollove, Politologický klub, Cech studentů historie, Česká asociace studentů psychologie, UP Crowd, Divadlo Konvikt, Liga posluchačů Právnické fakulty UP a další.

## Významné osobnosti
Toto je neúplný seznam významných osobností spjatých s olomouckou univerzitou:

### Přednášející
- Jakub Kresa – FF (matematik, lingvista)
- Jan Tesánek – FF (přírodovědec)
- Karel Ferdinand Irmler – PF
- Johann Heinrich Bösenselle – PF
- Josef Vratislav Monse – PF (zakladatel moderní moravské historiografie)
- Franz Samuel Karpe – FF (slovinský filosof)
- Ignaz Feigerle
- Franz Fischer – PF (komercionalista)
- Adalbert Theodor Michel – PF
- Theodor von Pachmann – PF
- František Jan Mošner – LF (porodník)
- Leopold Schulz von Straßnitzki – PF (kameralista)
- Bedřich Franz – FF (daguerrotypista)
- Jan Koppel – PF (revolucionář)
- Ignác Jan Hanuš – FF (revolucionář)
- Jan Helcelet – LF, PF (revolucionář)
- Andreas Ludwig Jeitteles – LF (revolucionář)
- Pavel Trost – FF (lingvista)
- Ivan Poldauf – FF (lingvista)
- Antonín Procházka – PF (ústavní soudce)
- Jaromír Bělič – FF (dialektolog, lingvista)
- Josef Vašica – TF (zakladatel stolice staroslověnštiny)
- Aljo Beran (malíř a pedagog)
- Ladislav Rusek – PF (pedagog, skaut, výtvarník, publicista a básník)
- Vladislav David – PF
- Josef Jařab – FF (amerikanista a politik)
- Alois Musil – TF (orientalista)

### Posluchači
- Svatý Jan Sarkander (mučedník)
- Svatý Jan Ogilvie (mučedník)
- Albrecht z Valdštejna (vojevůdce)
- Václav Pantaleon Kirwitzer (astronom)
- Karel Slavíček – FF (matematik)
- Jan Marcus Marci (lékař)
- Bohuslav Balbín (literát)
- Franz Retz (jezuitský generál)
- Josef Petrasch (učenec)
- Pavel Vranický (skladatel)
- Johann Karl Nestler – FF, TF, PF (polní hospodář)
- Johann Gregor Mendel – FF (otec genetiky)
- Rudolf Eitelberger von Edelberg – PF (historik umění)
- Peter Ritter von Rittinger – PF, FF
- Edmund Schebek – PF (historik)
- Eduard Schön – FF (skladatel)
- Arnošt Förchtgott – FF, PF (skladatel)
- Beda Dudík (historiograf)
- Leopold Prečan – TF (arcibiskup)
- Svatý Gorazd II. – TF (mučedník)
- Jiří Opelík (kritik)
- Karel Werner (indolog) (orientalista)
- František Tomášek – TF (arcibiskup)
- Otakar Veřovský – FF (politik)
- Lumír Ondřej Hanuš – PřF (chemik)
- Miloslav Stibor – FF (fotograf)
- Helena Havlíčková – PdF (antikomunistka)
- Jindřich Štreit – PdF (fotograf)
- Rostislav Švácha – FF (historik)
- Jozef Kubinyi – LF (politik)
- Jan Balabán – FF (spisovatel, překladatel)
- Ivan Langer – LF a PF (politik)
- Emil Viklický – PřF (jazzman)
- Jan Korytář – PřF (ekolog)
- Bogdan Trojak – FF (básník)
- Kateřina Dubská – FF (politička)
- Benedikt Tomáš Mohelník – TF (teolog)
- Jiří Siostrzonek – FF (sociolog)
- Věra Beranová – (kunsthistorička)
- Bohdan Pomahač – LF (chirurg)
- Václav Čada – (historik, politik)
- Ivana Recmanová – FF (publicistka, aktivistka, umělkyně)

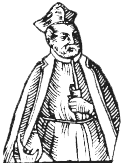
Portrét Hurtada Péreze, prvního rektora olomoucké univerzity

- Filip Titlbach – FF (novinář)

## Rektoři

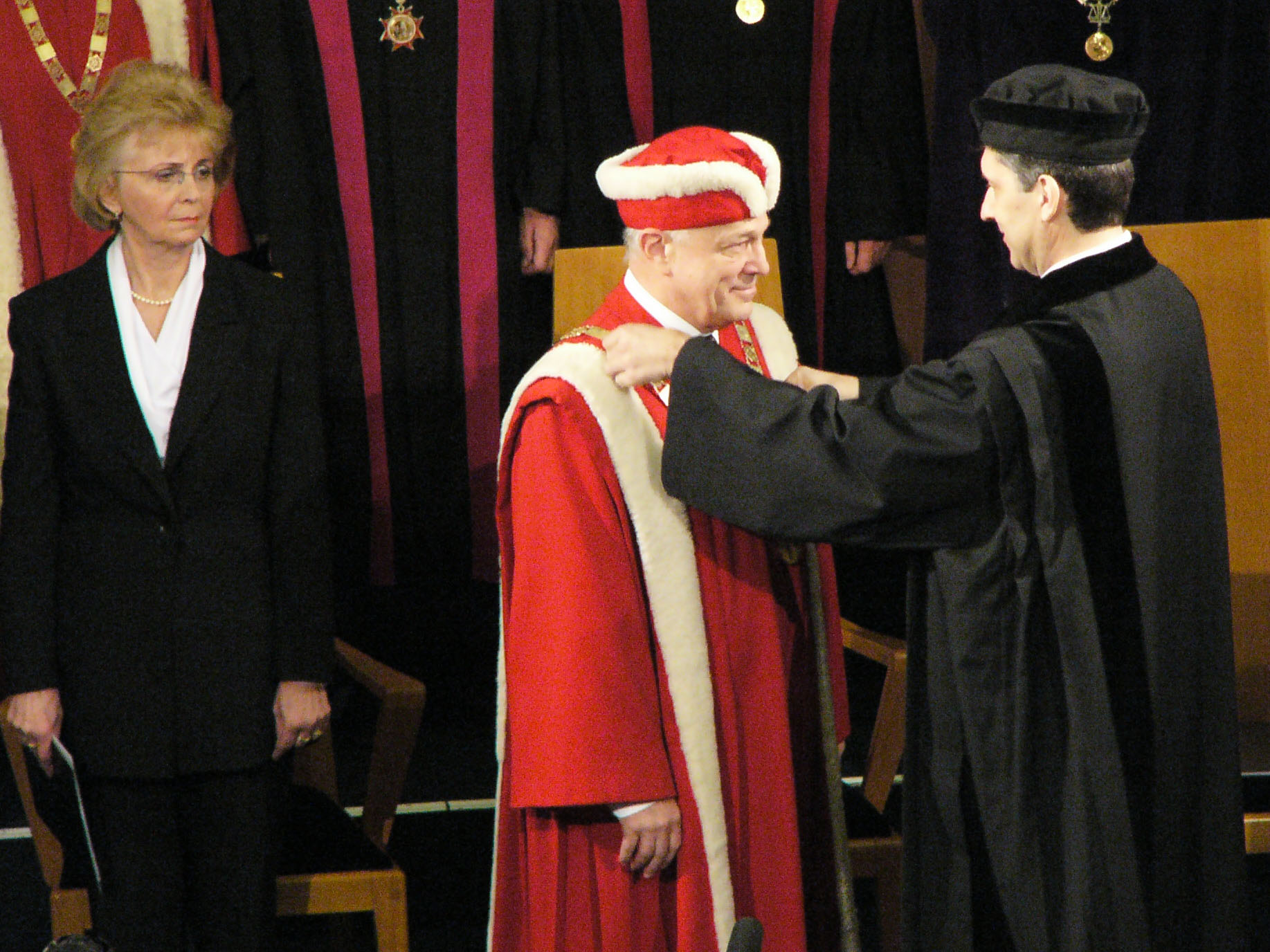
Inaugurace Lubomíra Dvořáka, rektora v letech 2006–2010

Prvním rektorem univerzity se v roce 1573 stal Hurtado Pérez. Až do roku 1765 připadala pozice Rectora Magnifica automaticky rektorovi jezuitské koleje. Prvním světským rektorem se v roce 1766 stal Johann Heinrich Bösenselle. K nejvýznamnějším rektorům univerzity patří osvícenec a zakladatel moderní moravské historiografie Josef Vratislav Monse, slovinský filosof Franz Samuel Karpe, první rektor obnovené univerzity po druhé světové válce filosof J. L. Fischer a první porevoluční rektor, amerikanista Josef Jařab. První ženou na postu rektora české vysoké školy se stala na Univerzitě Palackého v roce 1950 Jiřina Popelová. V současné době je rektorem Martin Procházka, který tuto funkci zastává od 1. května 2021.

## Internacionalizace, mezinárodní hodnocení
Univerzita Palackého v Olomouci v posledních letech posiluje svou internacionalizaci. Projevuje se to například v počtu zahraničních studentů. Zatímco v roce 2009 studovalo na UP 2250 zahraničních studentů (dlouhodobých i těch v rámci výměnných pobytů) ze 69 zemí, v roce 2019 to bylo 4497 zahraničních studentů ze 108 zemí. Podíl zahraničních studentů (bez výměnných studentů) v roce 2019 pak tvořil 10 % ze všech studentů UP, jednalo se o celkem 2109 zahraničních studentů z 92 zemí světa. Co se akademických pracovníků týká, těch bylo na UP v roce 2009 celkem 96, v roce 2018 už celkem 209. Za své snahy v oblasti internacionalizace získala UP v roce 2019 na mezinárodní konferenci European Association for International Education v Helsinkách prestižní cenu 2019 EAIE Award for Excellence in Internationalisation.
Univerzita Palackého v Olomouci se pravidelně umisťuje mezi třemi nejlepšími českými VŠ ve světovém kontextu. V posledním tzv. Šanghajském žebříčku se objevila na 601.–700. místě, v QS World University Rankings to bylo 631.–640. místo, v Times Higher Education World University Rankings pak 801.–1000. místo. UP se objevuje také ve specifických světových žebřících. V dílčím žebříčku QS World University Rankings: Europe, který vyšel poprvé v roce 2023 a srovnává evropské univerzity ze 42 členských zemí Rady Evropy, se umístila na 219. příčce.
|                                                | 2016            | 2017            | 2018            | 2019            | 2020            | 2021             | 2022              | 2023             |
| ---------------------------------------------- | --------------- | --------------- | --------------- | --------------- | --------------- | ---------------- | ----------------- | ---------------- |
| Academic Ranking of World Universities (ARWU)  | –               | 601–700. místo  | 601–700. místo  | 501.–600. místo | 501.–600. místo | 701.–800. místo  | 701.–800. místo   | 601.–700. místo  |
| U. S. News Best Global Universities Rankings   | 494. místo      | 479. místo      | 489. místo      | 519. místo      | 529. místo      | 568. místo       | 611. místo        | –                |
| THE World University Rankings                  | 601.–800. místo | 601.–800. místo | 601.–800. místo | 601.–800. místo | 601.-800. místo | 801.–1000. místo | 1001.–1200. místo | 801.–1000. místo |
| QS World University Rankings                   | 651.–700. místo | 701.–750. místo | 651.–700. místo | 601.–650. místo | 591.–600. místo | 601.–650. místo  | 651.–700. místo   | 631.–640. místo  |
| The Center of World University Rankings (CWUR) | 658. místo      | 600. místo      | 610. místo      | 572. místo      | 573. místo      | 572. místo       | 566. místo        | 591. místo       |
| QS World University Rankings: Europe           | –               | –               | –               | –               | –               | –                | –                 | 219. místo       |